# Saadet Özkan
Saadet Özkan (Smirne, 1978) è un'attivista turca.

## Biografia

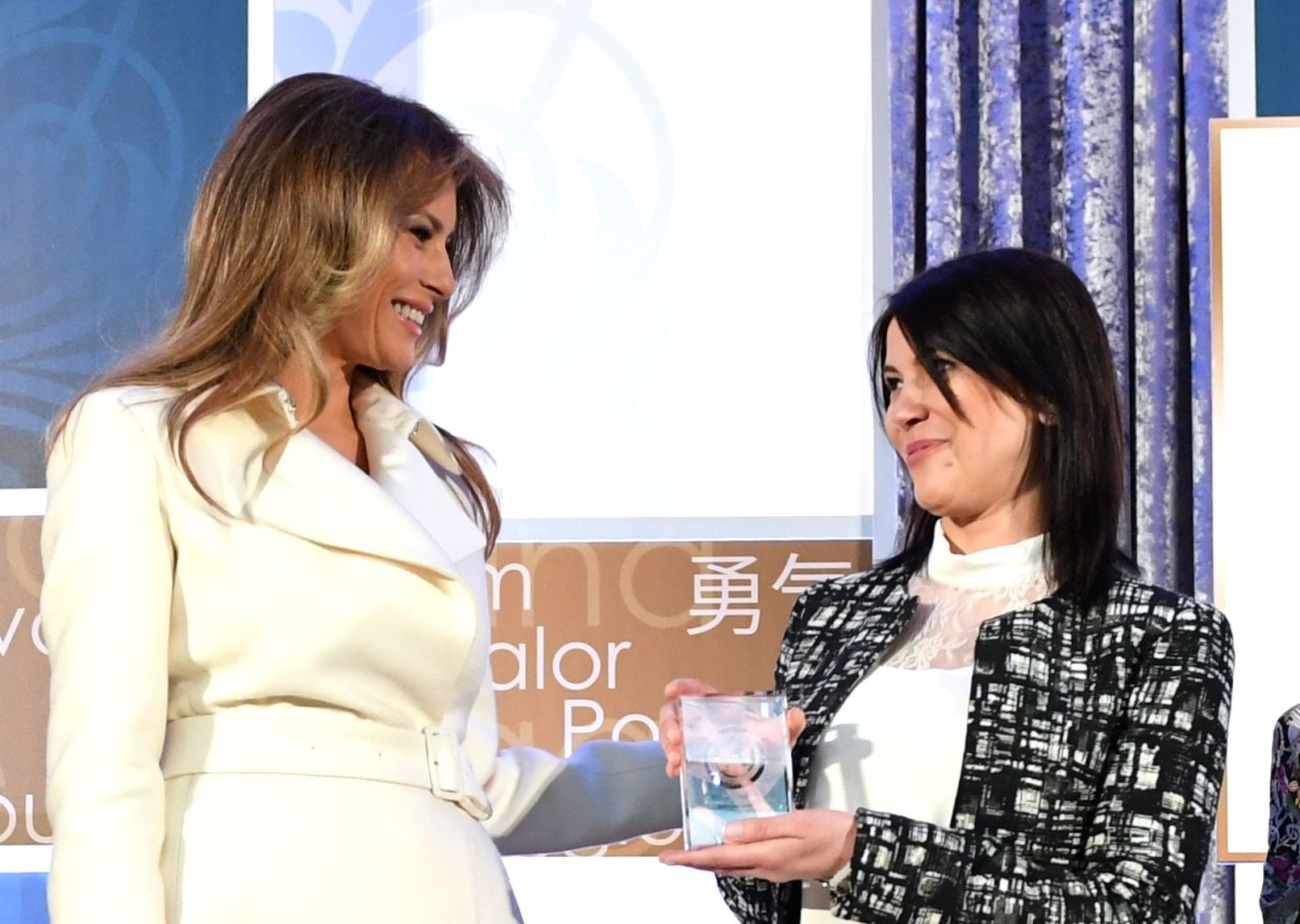
Ms. Saadet Ozkan (Turkey) con Melania Trump durante il premio International Women of Courage Award

È nata nel 1978 a Smirne, ha ricevuto nel 2017 il Premio “International Women of Courage Award” per la sua attività di denuncia contro gli abusi su minori.
Saadet ha conseguito la laurea in Relazioni Pubbliche e Comunicazioni presso l'Università Anadolu di Eskişehir nel 1995, e nel 2014 ha conseguito una laurea in insegnamento che le ha permesso di lavorare in una scuola primaria di un villaggio, che ha scelto deliberatamente, credendo di poter cambiare le cose dopo aver scoperto un modello decennale di abusi sessuali nella scuola. Ha fatto in modo così di avviare un’attività di investigazione sul preside della scuola, non arrendendosi di fronte alle forti pressioni di abbandonare il caso. Nonostante un grave incidente automobilistico che l’ha costretta a letto per diversi mesi, si è impegnata per fare in modo che non si abbandonasse l’attenzione sul caso e che proseguissero le attività di investigazioni, con l’aiuto delle associazioni “Izmir Bar Association” e “Turkish Confederation of Women’s Association". Ora è una consulente privata, un’attivista per i diritti umani, che continua a sostenere le vittime e spera di creare una ONG per combattere gli abusi sui minori.

## Onorificenze e premi
È stata premiata con l'International Women of Courage Award nel 2017.